# Bruchidius aurivillii
Bruchidius aurivillii là một loài bọ cánh cứng trong họ Bruchidae. Loài này được Blanc miêu tả khoa học năm 1889.